# Осада Остенде
Осада Остенде — трёхлетняя осада во время Нидерландской революции и одна из самых длинных осад в истории нидерландской революции. Это была одна из самых кровавых битв войны.
Амброзио Спинола принял командование испанскими войсками в 1603 году. Под его умелым управлением испанцы смогли прорвать внешнюю оборону Остенде и направили дула своих пушек на остатки города, заставив голландцев сдаться. К этому моменту испанцы потеряли почти 60,000 в окружении разрушенного города.
Разруха от осады привела к переговорам о Двенадцатилетнем перемирии (1609—1621) между Испанией и Голландской Республикой.

## Предыстория
В середине XVI века Остенде был одним из оплотов голландского восстания против испанского господства. Город занимал союзный голландцам английский гарнизон. Испанский губернатор Нидерландов Алессандро Фарнезе пытался осадить Остенде в 1583 году, но был вынужден снять осаду через три дня. К концу XVI века город был дополнительно укреплён несколькими фортами, в частности, Санкт-Изабелла (Mariakerke), Санкт-Клэр (Stene) и Санкт-Михелс (Konterdam).

## Осада

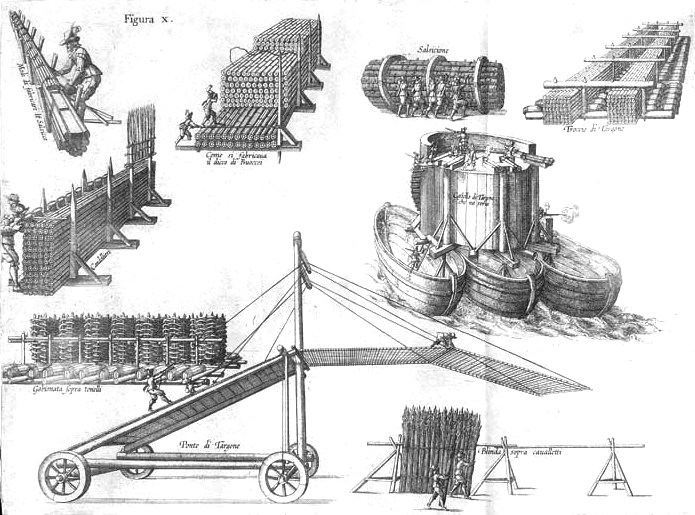
Военные машины, разработанные и Помпео Таргоне и Г.Гамурини для осады Остенде.

Осада началась 5 июля 1601 года. Город благодаря оборонительным сооружениям и большим запасам продовольствия был способен выдержать трёхлетнюю осаду. С моря Остенде поддерживал голландский флот, что не позволяло испанцам сомкнуть кольцо блокады вокруг города. Лишь в 1604 году ресурсы города иссякли и он был вынужден капитулировать 20 сентября. За время кровопролитной осады испанцы потеряли от 60 до 76 тысяч человек; защитники — 75-78 тысяч человек. Кроме того, десятки тысяч получили серьёзные ранения и увечья. Город был полностью разрушен.